# Загальні вибори в Південно-Африканській Республіці (2009)
Вибори у ПАР 2009
ПАР провела національні і провінційні вибори обрання нового складу Національних зборів 22 квітня 2009.  Двісті національних  членів обираються за партійними списками, інші 200 обираються з провінційних партійних списків в кожній з 9-ти провінцій. Президент ПАР обраний Національним зборами після кожних виборів, у 2009 році президентські вибори були 6 травня.  
Національні збори складаються з 400 членів, що обираються пропорційним представництвом з закритим списком. 
Це були четверті загальні вибори, що проводяться з кінця апартеїдної епохи.
Північно-Гаутенгський суд  постановив 9 лютого 2009 року, що південноафриканські громадяни, що проживають за кордоном мають  право  голосувати на виборах.  Рішення було підтверджено конституційним судом  12 березня 2009, коли він ухвалив, що закордонні виборці, які вже зареєстровані матимуть можливість голосувати.  Крім того, зареєстровані виборці, які опинилися за межами своїх зареєстрованих районів голосування в день виборів матимуть право голосувати у будь-якому районі у найближчій дільниці ПАР. 
Результати голосування:
| Партії                            | Кількість голосів |
| --------------------------------- | ----------------- |
| Африканський національний конгрес | 65%               |
| Демократичний альянс              | 16%               |
| Конгрес народу                    | 7%                |
| Партія свободи Інката             | 6%                |
| Інші / позафракційні              | 6%                |